# Cynthia Pine
Cynthia Pine (2 de octubre de 1953) es una educadora de odontología británica. En 2003, se convirtió en la primera mujer en dirigir una escuela británica de odontología, convirtiéndose en la primera mujer nombrada para dirigir una escuela de odontología en el Reino Unido. 
Forma parte de un grupo de personas guyanesas de gran éxito en Reino Unido; Michael White de The Guardian se refiere a ellos como la «mafia guyanesa».

## Biografía
Pine nació el 2 de octubre de 1953 en Guyana. Se graduó en la Universidad de Mánchester con una licenciatura en Cirugía dental en 1976 y un doctorado de la misma institución en 1982; tiene también una maestría en Administración y Dirección de Empresas de la Universidad de Dundee.
Fue nombrada decana de la Escuela de Odontología de la Universidad de Liverpool en 2003. Más tarde fue nombrada vicecanciller internacional en la Universidad de Salford.
Asimismo, fue directora de la Organización Mundial de la Salud del Centro Colaborador de Investigación en Salud Bucal de Comunidades Privadas de 2003 hasta 2013.
En 2013, Pine se desempeñó como profesora de salud pública dental en el Instituto de Odontología, en Barts and The London School of Medicine and Dentistry, y jefa de estudios de la Unidad de Salud Pública Dental en 2014.
Se convirtió en Excelentísima Comendadora de la Orden del Imperio Británico (CBE) en 2006. Asimismo, ha sido incluida en la lista de las «100 personas más influyentes de ascendencia africana y afrocaribeña del Reino Unido» de Powerlist.
Más tarde, recibió un premio de la Organización Europea de Investigación de Caries de la ORCA en 2015, y fue galardonada con el premio conmemorativo IADR E.W. Borrow de la Asociación Internacional de Investigación Dental (IADR, por sus siglas en inglés) que le fue otorgado en 2018 por su destacada investigación en la prevención de la salud bucal para los niños.